# Howmet TX
El Howmet TX (Turbine eXperimental) fue un prototipo de coche de carreras deportivo estadounidense diseñado en 1968 para probar el uso competitivo de un motor de turbina de gas en carreras de coches deportivos. Planificado por el piloto de carreras Ray Heppenstall, el TX combinó un chasis construido por McKee Engineering, motores de turbina alquilados a Continental Aviation & Engineering, respaldo financiero, y materiales de Howmet Corporation.
Aunque no fue el primer intento de utilizar un motor de turbina en las carreras de autos, el Howmet TX fue el primero y sigue siendo el único con una turbina en ganar una carrera, obteniendo dos victorias en carreras del Sports Car Club of America (SCCA) y dos sprints de clasificación. victorias durante su único año de competición. Posteriormente, el TX estableció seis récords de velocidad en tierra para turbinas de la Fédération Internationale de l'Automobile (FIA) después de ser retirado de las carreras.

## Desarrollo
El interés por el uso de turbinas de gas como alternativa al motor de pistón había ido ganando apoyo en la industria del automóvil durante la década de 1960. Chrysler había comenzado a realizar pruebas en la década de 1950 y comenzó a arrendar su Turbine Car al público en 1963. Mientras que el fabricante británico Rover y el equipo de carreras BRM se combinaron para construir un auto de carreras para las 24 Horas de Le Mans en 1963 y 1965.  Ambos coches demostraron fiabilidad pero no pudieron conquistar al público ni ganar en Le Mans respectivamente.  En 1967, el propietario del equipo y desarrollador de automóviles Andy Granatelli había creado el STP-Paxton Turbocar para las 500 Millas de Indianápolis . El coche casi gana la carrera conducido por Parnelli Jones, pero sufrió una falla mecánica después de liderar más de dos tercios del evento. 

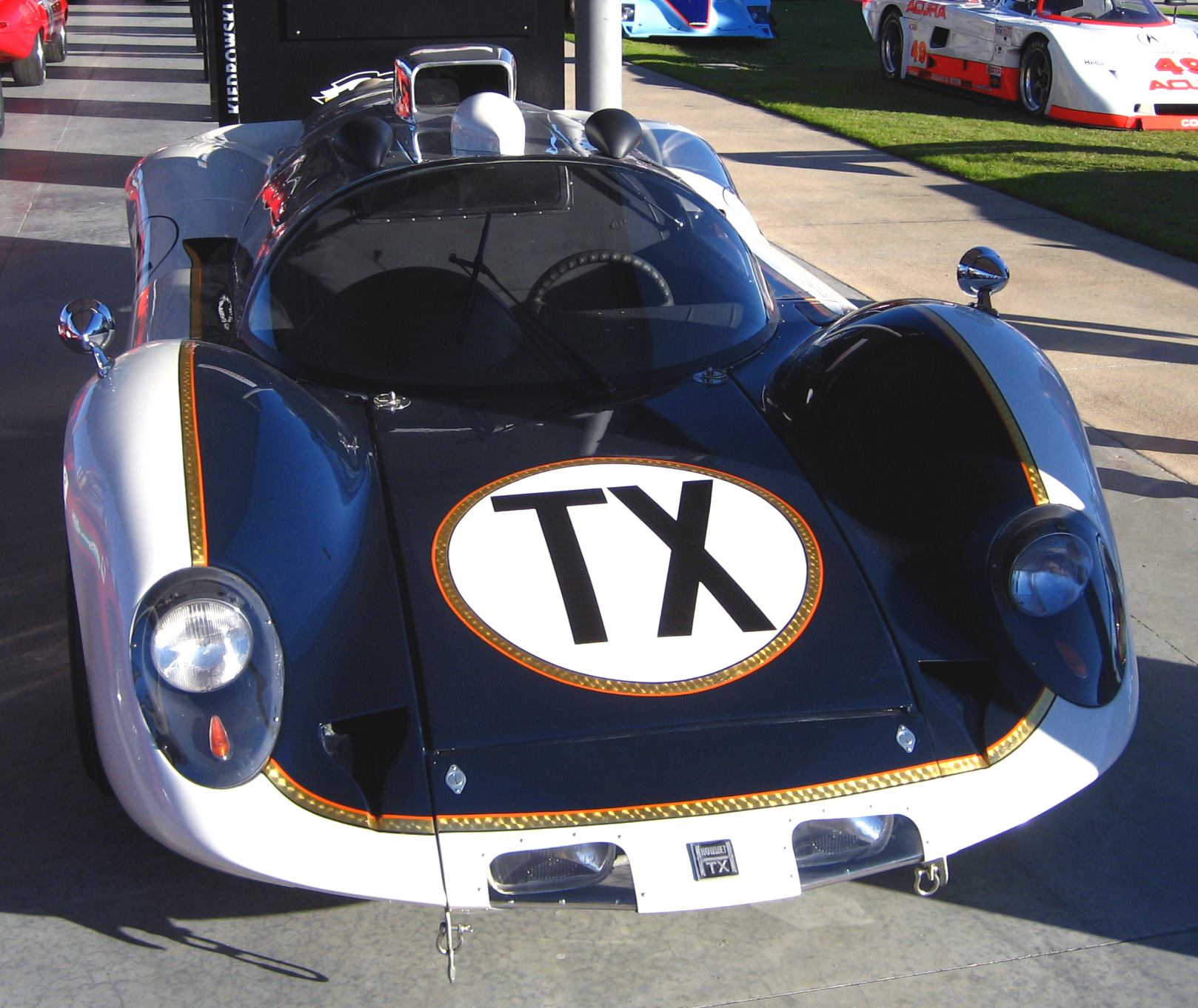
El Howmet TX se construyó sobre el chasis McKee Mk.9. Este es el primer ejemplo de dos construidos en el período.

Al mismo tiempo que el debut de Granatelli con turbinas en Indy, el corredor Ray Heppenstall comenzó a diseñar un diseño para su propio automóvil deportivo que utilizara una turbina de gas, mejorando en algunas áreas donde el Rover-BRM había fallado varios años antes. Heppenstall consideró que un diseño más simplificado del chasis podría hacer que un automóvil propulsado por turbinas fuera más competitivo. Heppenstall propuso originalmente el automóvil a Allison Engine Company y más tarde a Williams Research. 

### Chasis
Heppenstall comenzó el proyecto comprando un automóvil deportivo Cooper Mónaco, pero luego decidió que no era la mejor opción para una turbina y el automóvil se vendió.  Luego, Heppenstall contrató a Bob McKee, propietario de McKee Engineering, para construir dos autos nuevos. El primer chasis espacial se construyó a partir de un automóvil McKee más antiguo construido inicialmente para la serie Can Am en 1966, pero adaptado para albergar el motor de turbina. El segundo automóvil #GTP2 se construyó desde cero, lo que le permitió diseñarse específicamente en torno al uso de un motor de turbina, incluido un chasis 5,7 cm más largo.  McKee conocía el chasis como Mk.9, pero solo funcionaba como turbinas bajo la apariencia de Howmet TX.

### Turbina
Las turbinas para alimentar los dos Howmet TX fueron arrendadas a Continental Aviation & Engineering. Las turbinas de gas TS325-1 eran prototipos de una oferta fallida para un contrato de helicóptero militar que Continental no estaba utilizando en ese momento.  Las turbinas prestadas pesaban 77,1 kg y pudieron proporcionar 350 caballos de fuerza y 650 lb·pie (881,3 N·m) de par.  Y pudo alcanzar un máximo de 57.000 rpm.

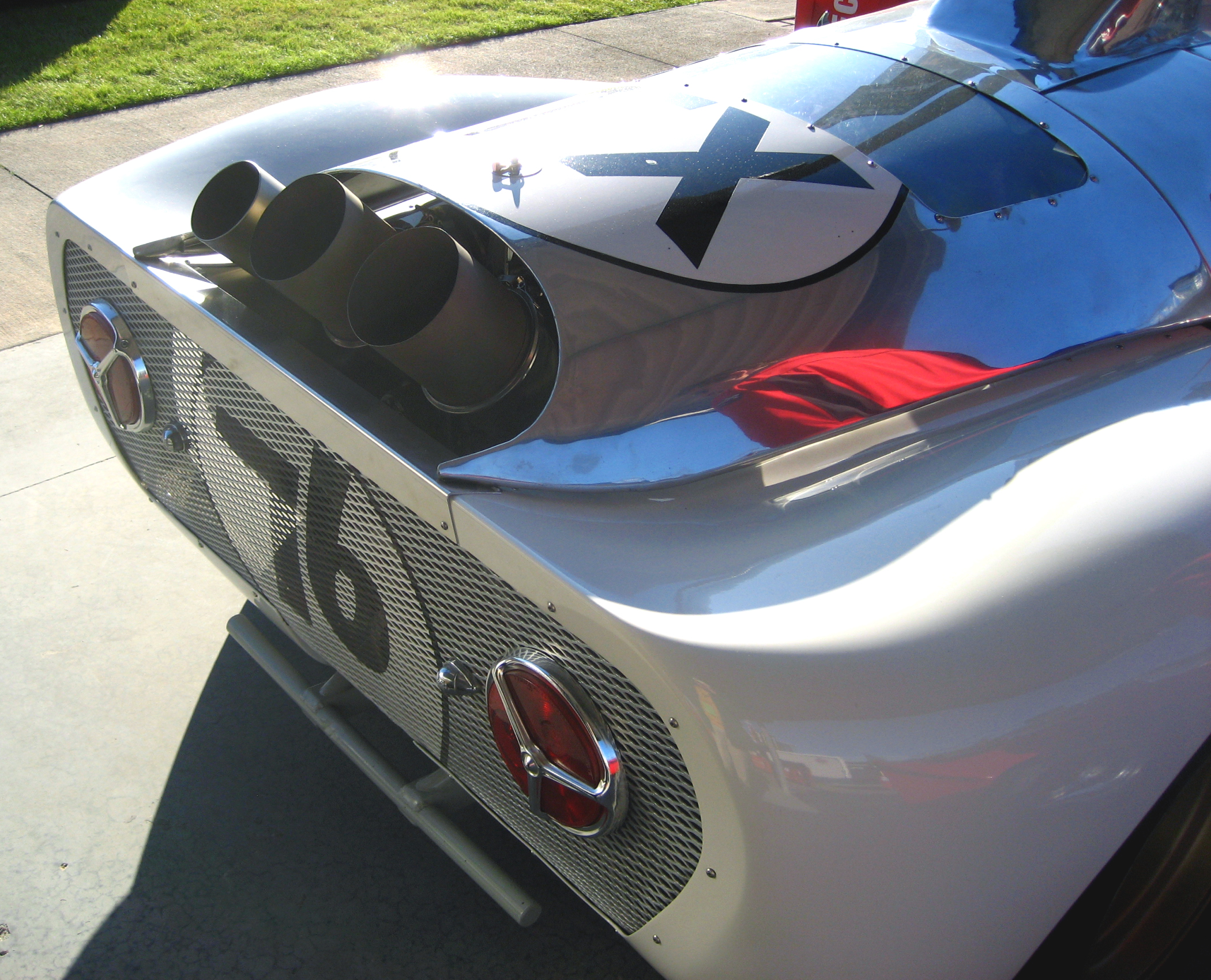
Los tubos de escape de la turbina Continental original.

Una configuración de dos etapas utilizaba una turbina de potencia interna para impulsar las ruedas traseras mediante el uso de engranajes reductores. Debido a la amplia potencia variable de la turbina y al alto nivel de par, no era necesaria una caja de cambios estándar, dejando al Howmet TX con una sola velocidad de engranaje. Sin embargo, las relaciones de transmisión se pudieron cambiar rápidamente en el diferencial, lo que permitió adaptar el coche a varios circuitos. Debido al uso de una transmisión de una sola velocidad, no había marcha atrás. Aunque Heppenstall inicialmente deseaba no ponerle marcha atrás, pero la FIA ordenó su uso y se instaló un pequeño motor eléctrico impulsado por la turbina, que permitía que el coche se moviera marcha atrás.
La turbina en sí utilizaba dos grandes tubos de escape. Sin embargo, un tercer tubo estaba situado descentrado para su uso con una válvula de descarga. La válvula de descarga fue diseñada para eliminar el retraso entre el conductor que presiona el acelerador y la turbina que aumenta sus revoluciones. Una vez que la turbina alcanzó sus revoluciones máximas, la válvula de descarga ayudó a regular el flujo de gas caliente desde el núcleo a la turbina de potencia, aumentando o disminuyendo así la potencia de salida a la caja de cambios mucho más rápido de lo que el núcleo podía ajustar el flujo de masa por sí mismo.
Aunque la cilindrada de las turbinas no puede medirse de la misma manera que la de un motor de pistón, la FIA utilizó una fórmula de equivalencia para determinar la cilindrada del Continental TS325-1 de 3L, aunque Heppenstall ha admitido desde entonces que el motor en realidad estaba por encima del límite de tres litros. Esto permitió al Howmet competir en el Prototipo Under 3000. 

## Historia de las carreras
Una vez finalizados los dos Howmet TX, los coches fueron llevados a las 24 Horas de Daytona, la primera ronda del Campeonato Internacional de Marcas de 1968. Incluso antes de participar en la competencia, el TX llamó la atención y apareció de manera destacada en la portada del programa de la carrera.  Aunque ambos autos estuvieron presentes, solo el más nuevo (#GTP2) de los dos participó en la carrera; el otro coche (#GTP1) se quedó como repuesto.  El equipo de pilotos formado por Heppenstall, Dick Thompson y Ed Lowther se clasificó con un tiempo de vuelta séptimo más rápido en la general.  Varios competidores hicieron paradas tempranas para repostar combustible, lo que permitió al Howmet mejorar hasta el tercer lugar, pero en la vuelta 34 la válvula de descarga de la turbina no se volvió a abrir, dándole al conductor demasiada potencia para la curva en la que se encontraba. El coche giró y chocó contra una barrera, lo que obligó al equipo a retirarse. 
Para las 12 Horas de Sebring unas semanas más tarde, el TX pudo mejorar su ritmo, clasificándose esta vez tercero, sólo un segundo detrás de un Porsche 907 y un Ford GT40. La turbina funcionó de manera confiable al principio pero, a medida que avanzaba la carrera, los escombros dañaron la turbina y provocaron que se soltara de sus soportes. El TX finalmente fue retirado después de seis horas.   Después de Sebring, el Campeonato Internacional regresó a Europa, seguido por el equipo Howmet. Entraron en la BOAC 500 en Brands Hatch. Los problemas de la turbina Wastegate provocaron una vez más que el coche se estrellara, esta vez después de sólo siete vueltas.   Mientras permanecía en Inglaterra, el equipo Howmet participó en una carrera de velocidad nacional en Oulton Park para el piloto inglés Hugh Dibley. Sin embargo, el fallo de un motor de arranque durante una parada en boxes negó una vez más al TX la posibilidad de finalizar la prueba de una hora. 

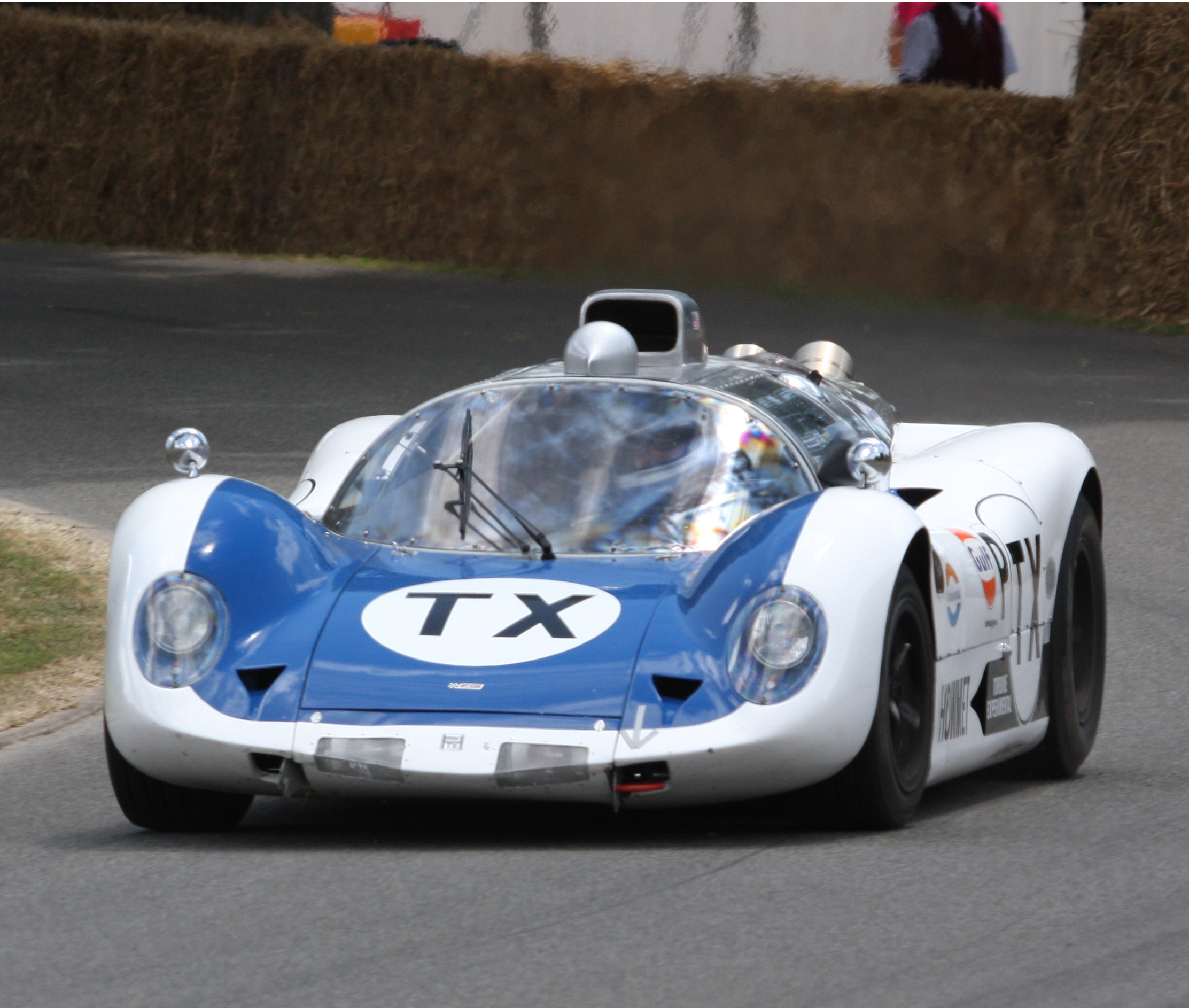
Chasis Howmet TX #GTP2 en funcionamiento en el Festival de Velocidad de Goodwood en 2009

TX regresó a los Estados Unidos para disputar el Campeonato Nacional SCCA en lugar de quedarse en Europa por el resto del Campeonato Internacional. Más cerca de casa, los problemas con el TX experimental se pudieron superar cuando el auto terminó su primera carrera, el Trofeo Vandergraft en New Cumberland, Virginia Occidental. Heppenstall condujo el coche hasta el segundo lugar, estableciendo un nuevo récord de vuelta para el circuito.  Después de retirarse en Míchigan, TX llegó al evento Heart of Dixie en Huntsville, Alabama. El día anterior a la carrera principal se llevó a cabo una carrera corta de velocidad para determinar el orden de salida del campo. El Howmet TX logró la victoria en el sprint, lo que le permitió comenzar en la pole position para el evento principal. A partir de ahí, TX dominó el evento y obtuvo otra victoria. Estas dos victorias marcaron las primeras victorias de un automóvil propulsado por turbinas en un evento de carreras.
Con la primera victoria obtenida por Howmet TX, Dick Thompson se unió una vez más a Heppenstall para la Marlboro 300. Una vez más, el coche ganó la corta carrera de clasificación para conseguir la pole position y lideró cada vuelta del evento principal, ganando por un margen de once vueltas. Sintiendo que el TX ahora era capaz de enfrentarse a los participantes europeos, ambos TX se inscribieron en las 6 Horas de Watkins Glen, otra ronda del Campeonato Internacional. Hugh Dibley y el recién llegado Bob Tullius entraron en el primer coche, mientras que Heppenstall y Thompson compartieron el segundo. Los coches se clasificaron octavo y noveno más rápido.  Tras los primeros accidentes sufridos por los Porsche de fábrica, los coches del TX ocupaban el tercer y cuarto lugar. El coche de Dibley y Tullius sufrió un problema de transmisión en la última hora que obligó al coche a arrastrarse por el circuito hasta el final de la carrera. El otro participante mantuvo el ritmo hasta el final, terminando en el podio general y siendo el mejor clasificado de su clase. El podio le valió a Howmet cuatro puntos para el Campeonato Internacional. Tras el éxito de Watkins Glen, los dos coches se prepararon para un intento de participar en las 24 Horas de Le Mans, que habían sido pospuestas hasta septiembre. La empresa francesa de aluminio Pechiney patrocinó la candidatura del equipo en las 24 horas.  
Para la carrera en sí, los problemas mecánicos aparecieron temprano ya que el auto de Thompson sufrió después de sólo tres vueltas. El sistema de combustible no proporcionaba suficiente Jet A a la turbina para permitirle producir toda su potencia, lo que significaba que el coche tenía que recorrer las largas rectas del circuito cojeando. Mientras ese automóvil continuaba a un ritmo más lento, el otro sufrió una falla en el cojinete de una rueda dos horas más tarde, lo que requirió una larga reparación de tres horas. A la sexta hora del evento, el coche fue descalificado por los oficiales de carrera, habiendo recorrido una distancia insuficiente de sólo 60 vueltas. El TX restante, falto de combustible, no duró mucho más cuando Thompson se estrelló en la curva de Indianápolis. 
Una vez terminada la temporada de 1968, Heppenstall planeó para el año siguiente, incluido el desarrollo de una nueva transmisión de engranajes múltiples para reemplazar la unidad de velocidad única. Sin embargo, Howmet consideró que el programa no proporcionaba una promoción adecuada a la empresa y decidió suspenderlo. 